# Karel Mejta (canottiere 1928)
Karel Mejta Sr. (Třeboň, 18 giugno 1928 – 6 novembre 2015) è stato un canottiere cecoslovacco, dal 1993 ceco.

## Palmarès

### Olimpiadi
- Oro a Helsinki 1952 nel quattro con.